# 666 (banda)
666 es un grupo alemán de estilo Hard House y Trance, formado a fines de los años 1990. Los fundadores de esta banda son los DJ Thomas Detert y Mike Griesheimer. Generaron su propio estereotipo al aparecer con vestidos con toque diabólico en sus videos musicales. A pesar de ser de origen alemán, las letras de sus canciones estaban en inglés y en español. Fueron un éxito bailable principalmente en las discotecas de Europa, Asia y parte de América. Sus grandes éxitos fueron Bomba!, Alarma!, Paradoxx, Nitemare, Dance 2 Disco, D.E.V.I.L, Insanity, Policía, entre otras. Regresaron en 2011 con varios sencillos nuevos y reediciones de sus éxitos, que también lanzaron en 2020.

## Discografía

### Álbumes
- 1998: Paradoxx
- 1999: Nitemare
- 2000: Who is afraid of...?
- 2001: Hellraiser
- 2007: The Ways are Mystic! The Best of Hits-Collection

### Sencillos
- 1997: Alarma!
- 1998: Amokk
- 1998: Diablo
- 1998: Los niños del demonio
- 1998: Free
- 1998: Paradoxx
- 1999: Bomba!
- 1999: I'm your Nitemare
- 1999: D.E.V.I.L.
- 2000: Dance 2 Disco
- 2000: The Demon
- 2001: Salute
- 2001: prince of darkness
- 2001: Supa Dupa Fly
- 2002: Rhythm takes control
- 2003: Insanity
- 2004: Dance Now! (Kick it)
- 2005: Policía
- 2005: Supa Dupa Fly 2005 con Jens O.
- 2006: Atención con DJ Bonito
- 2007: Abracadabra
- 2024: Tokio